# Ratpenat d'orelles rodones de Davis
El ratpenat d'orelles rodones de Davis (Lophostoma evotis) és una espècie de ratpenat que es troba a Belize, Guatemala, Hondures i Mèxic.